# Annick Girardin
Pour les articles homonymes, voir Girardin.
Ne doit pas être confondue avec Brigitte Girardin, ministre de l'Outre-mer des gouvernements Jean-Pierre Raffarin.
Annick Girardin, née le 3 août 1964 à Saint-Malo (Ille-et-Vilaine), est une femme politique française.
Membre du Parti radical de gauche (PRG), du Mouvement radical (MR) puis du Parti radical (PRV), elle préside le mouvement Cap sur l'avenir (CSA), qu'elle a fondé en 2000. Elle est élue députée à Saint-Pierre-et-Miquelon en 2007.
Réélue en 2012, elle quitte l'Assemblée nationale à la suite de sa nomination comme secrétaire d'État chargée du Développement et de la Francophonie dans le premier gouvernement Valls, en 2014. À partir de 2016, elle est ministre de la Fonction publique des gouvernements Valls puis Cazeneuve, sous la présidence de François Hollande.
Après l'élection d'Emmanuel Macron à la présidence de la République, elle est nommée ministre des Outre-mer dans le premier et le deuxième gouvernement Philippe. Elle gère notamment le passage de l'ouragan Irma et deux crises majeures à Mayotte et à La Réunion. Entre 2020 et 2022, elle est ministre de la Mer dans le gouvernement Castex.
Élue sénatrice en 2023, elle perd son mandat en septembre 2024 à la suite d'une peine d'inéligibilité d'un an.

## Situation personnelle

### Origines et formation
Annick Girardin naît le 3 août 1964 à Saint-Malo, dans le département d'Ille-et-Vilaine. Elle n'y passe que les premiers mois de sa vie, puisque son père, marin pêcheur devenu boulanger à la suite d’un accident, et sa mère, femme au foyer, s’établissent à Saint-Pierre-et-Miquelon peu après sa naissance. Elle est l'aînée d'une fratrie de quatre enfants. Son frère, David, a repris l’entreprise familiale de boulangerie-pâtisserie située à Saint-Pierre.
Enfant, elle vit jusqu'à l'âge de 6 ans chez son grand-père, un chef des travaux publics, qui conseille également son grand-oncle, Henri Claireaux, conseiller de Saint-Pierre et sénateur (membre du groupe des Républicains populaires).
Elle participe en 1984 à la première transat Québec-Saint-Malo, organisée à l’occasion du 450e anniversaire du premier voyage du navigateur Jacques Cartier au Canada.
Titulaire du diplôme d'animatrice socioculturelle, elle commence sa carrière professionnelle à l’office de tourisme de Saint-Pierre-et-Miquelon (1983-1986) puis comme agente contractuelle à la mairie de Saint-Pierre-et-Miquelon (1987-1989), où elle coordonne l’opération de rénovation de l’île aux Marins. En 1999, elle est reçue première au concours de conseiller d’éducation populaire et de jeunesse (CEPJ), rattaché au ministère de la Jeunesse et des Sports.

### Vie privée et familiale

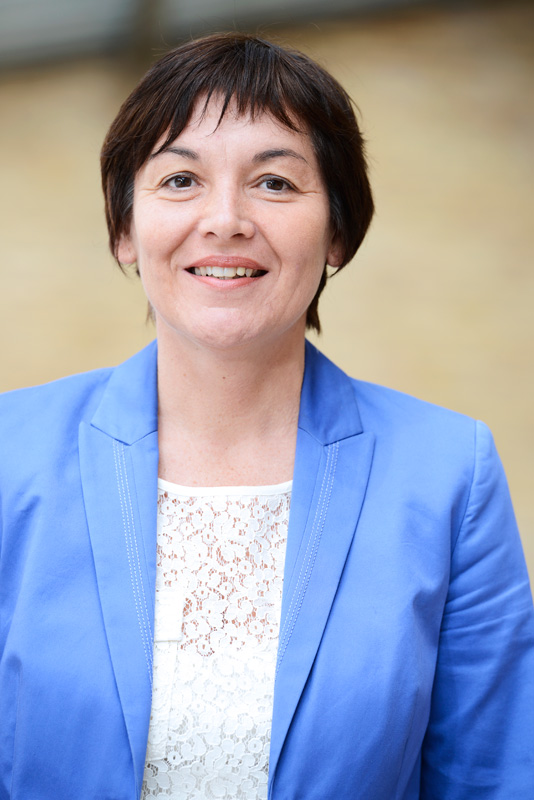
Annick Girardin en 2014.

Elle devient mère à l'âge de 16 ans d'une fille, Anne-Claire, future présentatrice météo et animatrice d'une émission culinaire sur la chaîne de télévision locale Saint-Pierre et Miquelon La Première,. Elle révèle en 2015 que son établissement scolaire a demandé son exclusion à la suite de sa grossesse. Elle est grand-mère de deux petits-enfants.
Son compagnon est Jean-François Vigneau, conseiller territorial de Saint-Pierre-et-Miquelon qui lui succède en 2016 à la commission consultative des services publics locaux. Le 23 octobre 2019, Le Canard enchaîné révèle que celui-ci a remporté des appels d’offres sans concurrence à Saint-Pierre-et-Miquelon entre 2013 et 2019. Annick Girardin admet ne pas avoir déclaré les activités professionnelles de son compagnon à la Haute Autorité pour la transparence de la vie publique (HATVP).
Lors de sa nomination au ministère des Outre-mer, le magazine Capital indique qu’elle est propriétaire d’une maison à Saint-Pierre-et-Miquelon évaluée à 350 000 euros en 2014, ainsi que d’un appartement de 42 m2 à Paris évalué à 270 000 euros.

## Parcours politique

### Débuts
Annick Girardin rejoint le Parti radical de gauche (PRG) en 1999, et fonde l'année suivante le mouvement Cap sur l'avenir (CSA), dont elle prend la présidence. Elle conduit la liste du parti dans la circonscription de Saint-Pierre lors des élections cantonales de 2000 (25,2 %) et de 2006 (33,2 %). Lors des élections de 2012, tête de liste territoriale et pour la section de Saint-Pierre, elle recueille respectivement 47,5 % et 48,2 % des suffrages. Elle siège au conseil général puis territorial de Saint-Pierre-et-Miquelon — dont elle est membre du bureau de 2000 à 2006 — jusqu’à sa démission, en avril 2016.
Elle est également conseillère municipale de Saint-Pierre du 18 mars 2001 au 15 février 2002, après avoir été tête de liste lors des élections de 2001. Battue d’une voix par Karine Claireaux, elle porte plainte pour la destruction des bulletins de vote après le dépouillement et obtient l’annulation de l’élection par le Conseil d’État, mais la maire sortante est réélue lors d’un nouveau scrutin l’année suivante,. Elle est de nouveau battue par cette dernière aux élections municipales de 2008.
Lors des élections législatives de 2002, elle est candidate du PRG dans la circonscription législative de Saint-Pierre-et-Miquelon. Avec 14,8 % des suffrages exprimés à l'issue du premier tour, elle n'est pas qualifiée pour le second tour, qui voit la réélection du député sortant, fondateur du mouvement Archipel demain, Gérard Grignon.

### Députée de Saint-Pierre-et-Miquelon
Lors des élections législatives de 2007, elle est une nouvelle fois candidate et obtient 31,1 % des voix au premier tour, arrivant 132 voix derrière le député sortant. Au second tour de scrutin, elle est élue députée face à Gérard Grignon en obtenant 51,3 % des suffrages exprimés. Elle est la première députée de gauche élue à Saint-Pierre-et-Miquelon depuis 1986. Pendant son mandat de députée, Annick Girardin est vice-présidente de la section française de l’Assemblée parlementaire de la francophonie.
Elle est réélue dès le premier tour des élections législatives de 2012 avec 65,5 % des suffrages, soit 1 675 voix sur 2 556 suffrages exprimés, Saint-Pierre-et-Miquelon étant la plus petite circonscription française (6 079 habitants seulement contre 100 000 à 140 000 en moyenne pour les autres circonscriptions législatives de la France).
À l’Assemblée nationale, elle s’illustre notamment par son combat initié en 2009 en faveur de l’extension de la zone économique exclusive de la France sur le plateau continental de Saint-Pierre-et-Miquelon,. En 2014, elle fait voter à l’unanimité une résolution pour une demande d’extension, déposée la même année devant les Nations unies.
Membre de la commission des Finances de l’Assemblée, elle fait voter en 2013 un amendement visant à soumettre l’AS Monaco FC à la taxe de 75 % sur les hauts salaires.

### Secrétaire d'État au Développement et à la Francophonie
Elle est nommée le 9 avril 2014 secrétaire d'État chargée du Développement et de la Francophonie dans le premier gouvernement Manuel Valls. Placée sous la tutelle du ministre des Affaires étrangères et du Développement international, Laurent Fabius, elle est la première Saint-Pierraise-et-Miquelonnaise à devenir membre d'un gouvernement,. Le 27 juin 2014, elle est par ailleurs nommée représentante personnelle du président de la République française à l'Organisation internationale de la francophonie, fonction qu'elle quitte le 1er avril 2016, peu après son changement de portefeuille ministériel.
Sa suppléante, Catherine Pen, devient alors députée mais démissionne aussitôt. Une élection législative partielle, à laquelle Annick Girardin se porte candidate, est organisée le 29 juin 2014. Victorieuse de nouveau, dès le premier tour, elle reste au gouvernement et son suppléant, Stéphane Claireaux, devient député le mois suivant.
En mars 2015, à l’occasion de la Journée internationale de la francophonie, elle adresse au « monde du travail » une lettre délibérément remplie d’anglicismes pour dénoncer le recul du français dans le monde professionnel, au profit de l’anglais. Elle y indique notamment que « des entreprises ayant choisi d'enseigner le français à leurs teams basés à l'étranger plutôt que customiser la langue de Shakespeare en France en ont vu tout le bénéfice, y compris économique ».
Avec Laurent Fabius et Ségolène Royal, elle est engagée au premier plan dans l’organisation de la conférence de Paris de 2015 sur les changements climatiques (COP 21). Son action est particulièrement centrée sur la problématique des États vulnérables, notamment d’Afrique.

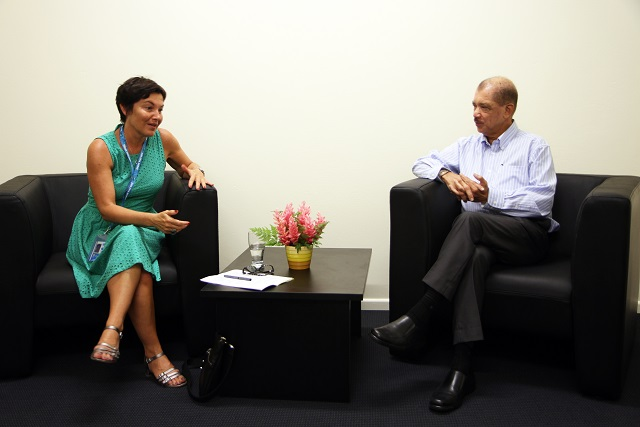
Annick Girardin et James Michel, président de la république des Seychelles, en septembre 2014.
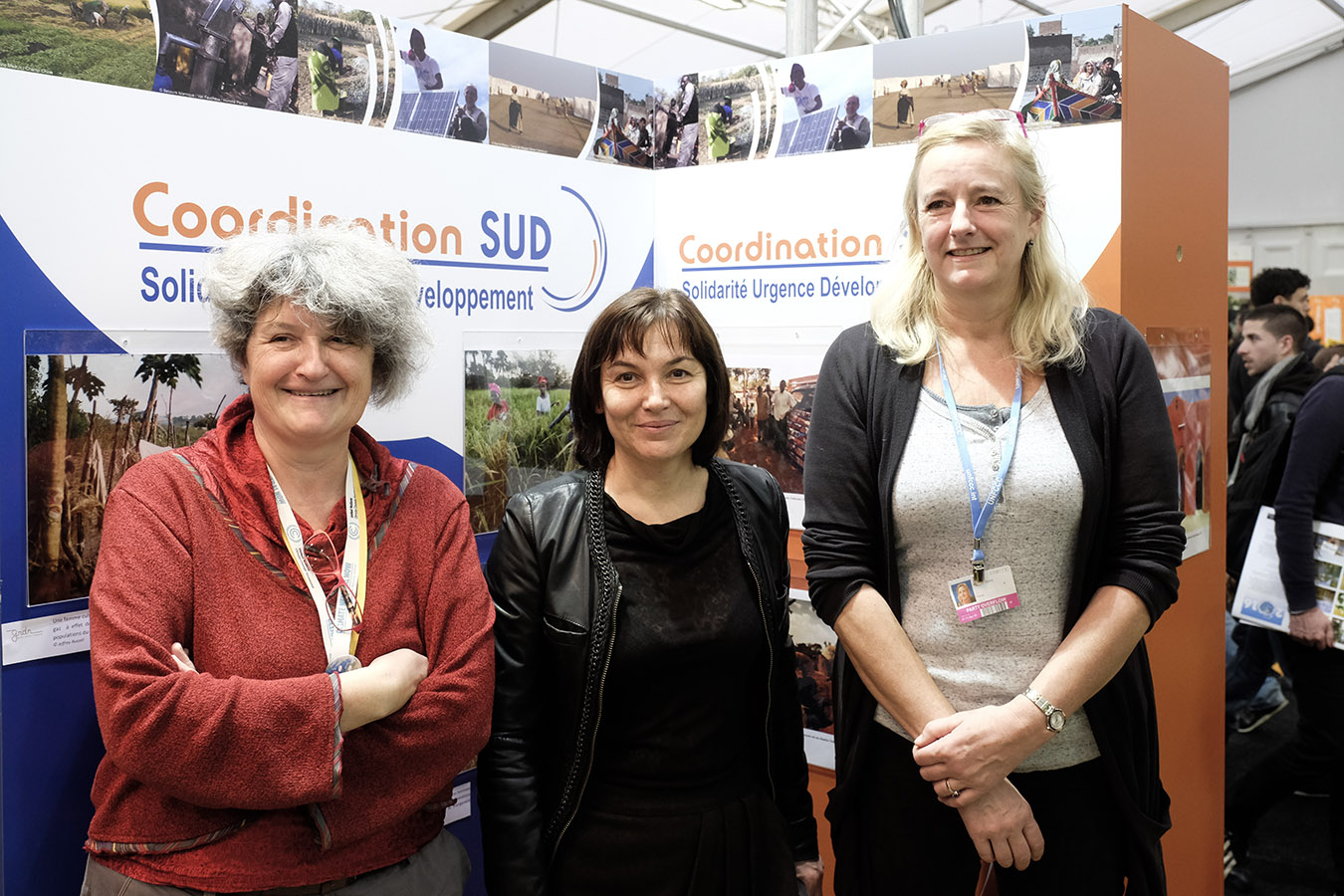
Annick Girardin sur le stand de la coordination SUD, lors de la COP 21.
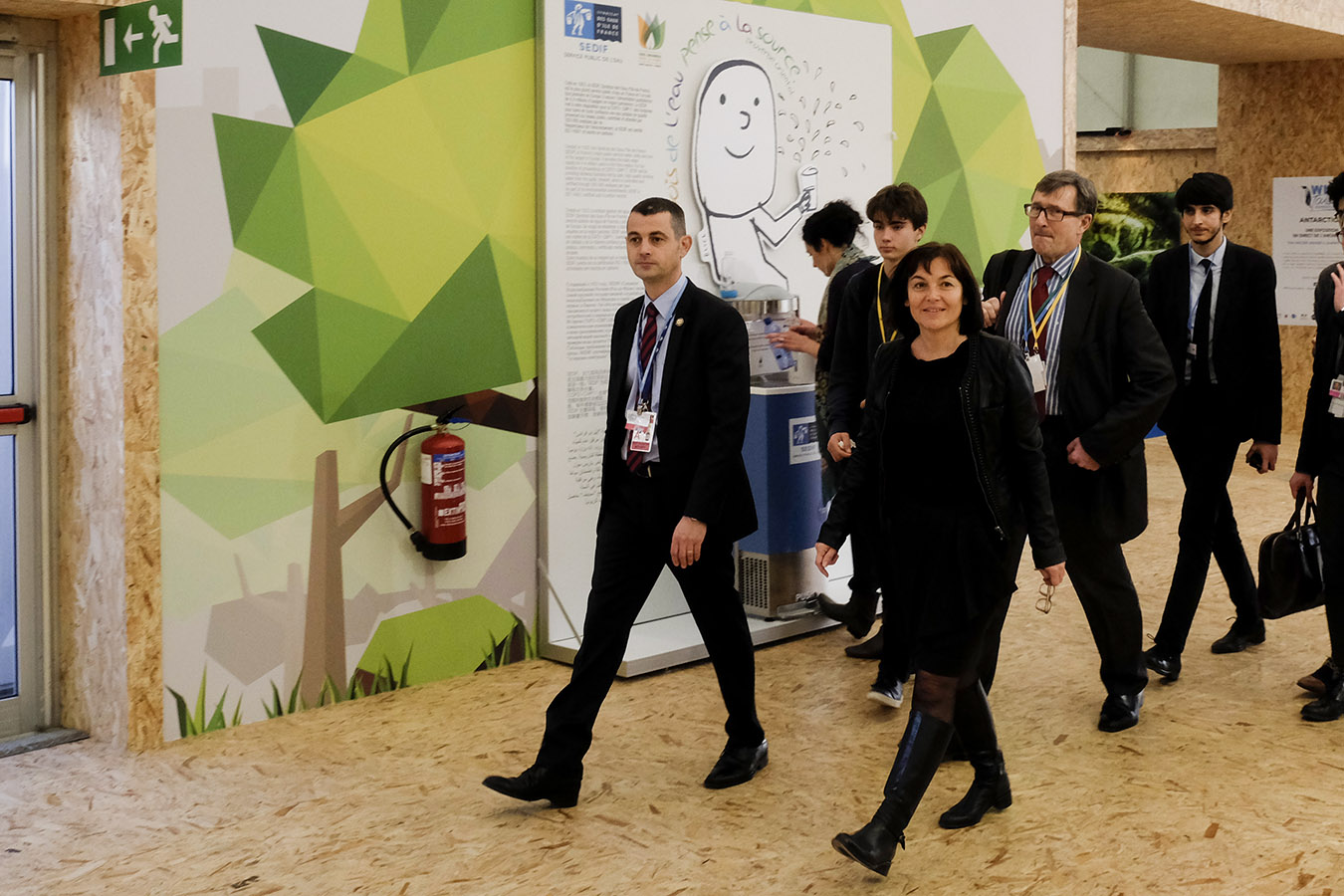
Annick Girardin dans les espaces « Générations climat » du Bourget, lors de la COP 21.

### Ministre de la Fonction publique
Elle est nommée ministre de la Fonction publique dans le deuxième gouvernement Valls, en remplacement de Marylise Lebranchu, lors du remaniement du 11 février 2016, à l'occasion duquel elle aurait essayé d'obtenir le portefeuille des Outre-mer,.
En mars de la même année, les journalistes Sylvie Koffi et Shaman Dolpi lui consacrent un film documentaire de 52 minutes, Annick, la pirate de l'espoir, une coproduction France Télévisions et AYA Reportage, avec la participation de TV5 Monde. Le film, qui revient sur son parcours, a nécessité six mois de tournage à Saint-Malo, à Saint-Pierre-et-Miquelon, au Mali et en Tunisie, pour un investissement de 18 000 euros selon Le Canard enchaîné.
Membre du conseil exécutif et vice-présidente du Parti radical de gauche, notamment chargée de l'Outre-mer, à partir de 2012, elle est renouvelée dans ses fonctions lors du comité directeur du parti le 5 octobre 2016.
Reconduite au sein du gouvernement Cazeneuve, elle se voit remettre le 9 décembre 2016 par Émile Zuccarelli, ancien ministre de la Fonction publique, un rapport intitulé « Laïcité et fonction publique », comportant vingt propositions. Elle s'engage alors à en mettre certaines en œuvre prioritairement : une formation obligatoire des fonctionnaires à la laïcité, un référent laïcité dans chaque administration, la création d'un portail Internet sur le sujet, une journée d'échange sur la laïcité et la remise d'une brochure aux agents publics lors de leur prise de fonction. Son bilan au ministère de la Fonction publique comporte en outre des mesures visant à faciliter la mobilité des fonctionnaires ultramarins et la publication de deux circulaires relatives au temps de travail et à l’absentéisme des fonctionnaires.
Pour la primaire citoyenne de 2017, elle soutient Sylvia Pinel, présidente du Parti radical de gauche. Lors de l'élection présidentielle de 2017, elle soutient le candidat d'En marche, Emmanuel Macron, vote qu'elle qualifie d'« utile ».

### Ministre des Outre-mer
Le 17 mai 2017, après la victoire d'Emmanuel Macron à l'élection présidentielle, elle est nommée ministre des Outre-mer dans le premier gouvernement Philippe. Elle est ainsi la seule personne, avec Jean-Yves Le Drian, à faire à la fois partie d'un gouvernement sous François Hollande et sous Emmanuel Macron. Aux élections législatives de 2017 à Saint-Pierre-et-Miquelon, elle arrive à égalité au premier tour avec Stéphane Lenormand, candidat d'Archipel demain. Réélue au second tour avec 51,9 % des voix, elle siège un mois à l'Assemblée nationale, où elle s’apparente au groupe La République en marche. Elle conserve son ministère dans le deuxième gouvernement Philippe.
Elle lance en juillet 2017 dans chaque territoire ultramarin des « Assises des Outre-mer », une promesse de campagne d’Emmanuel Macron. Les travaux issus des consultations citoyennes sont publiés en juin 2018 dans le Livre bleu des Outre-mer.
En septembre 2017, elle gère le dossier des destructions causées par l'ouragan Irma à Saint-Martin et à Saint-Barthélemy,. Elle se rend sur place dès le lendemain de la catastrophe et s’implique dans le soutien des sinistrés et la défense de leurs intérêts, ce qui amène Libération à la qualifier de « ministre roots ».
Début mars 2018, elle est confrontée à la gestion d'une longue grève à Mayotte, les habitants protestant contre l'immigration clandestine et la délinquance. Elle annonce le renforcement des mesures de sécurité qui ne satisfont pas les manifestants. Le 15 mai 2018, Annick Girardin, présente son plan de rattrapage pour le département de Mayotte. Il se décompose en six chapitres (sécurité, justice et immigration, santé, social, éducation et formation, logement, infrastructures, institutions et services de l’État), 53 engagements et 125 actions pour un coût global de 1,3 milliard d’euros hors personnels de l’Éducation nationale (500 recrutements prévus).
Lors du mouvement des Gilets jaunes, particulièrement mobilisateur à La Réunion, elle se rend dans l'île en novembre 2018 et mars 2019,. Lors de sa première visite, elle doit être exfiltrée par son service d'ordre au cours d'une rencontre virulente avec des manifestants, après l'annonce par le gouvernement de plusieurs mesures sociales et économiques jugées non adaptées à l'île. À l'inverse de La Réunion, les départements français d'Amérique ont peu suivi le mouvement.
Relativement discrète durant la pandémie de Covid-19, elle se rend à Mayotte le 20 mai 2020 avec 6,5 tonnes de matériels médicaux, dont neuf respirateurs, à destination de l'archipel. Le 24 juin suivant, elle effectue un déplacement en Guyane, où la pandémie reste forte.

### Ministre de la Mer
Bien que plusieurs fois annoncée sortante lors de remaniements ministériels,, Annick Girardin est nommée ministre de la Mer le 6 juillet 2020, au sein du gouvernement Castex, tandis que Sébastien Lecornu lui succède rue Oudinot. Le ministère de la Mer redevient un ministère de plein exercice pour la première fois depuis 1991. En 2017, elle avait tenté de faire ajouter les questions maritimes aux attributions du ministère des Outre-mer, sans succès. Ses attributions, fixées par un décret, concernent la navigation, la sécurité, la formation, les gens de mer, la plaisance et les activités nautiques ; elle est responsable de la planification de l'espace en mer et de la politique des ressources minérales marines, et est également chargée de mener « une stratégie géographique d'influence de la France sur les océans » ; elle obtient en cotutelle la pêche et la marine marchande (respectivement avec le ministre de l'Agriculture et celui des Transports).
Sa nomination, qui intervient peu après le Brexit, est globalement saluée par les acteurs économiques de la mer, notamment de la filière pêche, alors que le Royaume-Uni a annoncé sa volonté de fermer ses eaux territoriales. Elle effectue sa première visite officielle à Arcachon.
En novembre 2020, elle confie à la députée LREM Sophie Panonacle une mission pour redynamiser le Conseil national de la mer et des littoraux (CNML). Elle annonce également la formation d’au moins 200 officiers en deux ans et sa volonté de porter la part d’électricité française produite en mer à 25 % d’ici 2050.
Dans le cadre du plan d'accompagnement de la filière pêche post-Brexit, elle annonce en 2021 qu'une enveloppe de 100 millions d'euros serait libérée pour soutenir les pêcheurs. En mai, elle soutient le blocage du port de Jersey pour protester contre les restrictions de pêche imposées par le gouvernement britannique, déclarant que la France se tient prête à prendre des « mesures de rétorsion », notamment en coupant l'accès de l'île au réseau électrique français auquel elle est rattachée,.
La liste qu'elle conduit aux élections territoriales de 2022 à Saint-Pierre-et-Miquelon échoue avec 38,1 % des voix.
À la suite de l'élection présidentielle de 2022, elle n'est pas reconduite au sein du gouvernement d'Élisabeth Borne et est remplacée par Justine Benin, qui devient secrétaire d'État chargée de la Mer. Elle est l'une des neuf personnalités à avoir participé à l'ensemble des gouvernements sous la première présidence d'Emmanuel Macron.

### Après le gouvernement
Au terme de la première présidence d'Emmanuel Macron, le 13 mai 2022, Annick Girardin n'a pas encore indiqué si elle est candidate à un nouveau mandat parlementaire à l'occasion des élections législatives, contrairement à la plupart des membres du gouvernement sortant, qui ont annoncé être ou non candidats. Après son départ du gouvernement, elle annonce finalement qu'elle ne se représente pas aux élections législatives de 2022 à Saint-Pierre-et-Miquelon. Le 21 juin 2022, elle redevient néanmoins automatiquement députée pour le dernier jour de la XVe législature, un mois après la fin de ses fonctions gouvernementales, comme les autres députés nommés au gouvernement.
En septembre 2022, Annick Girardin est détachée à l'inspection générale de l'Éducation, du Sport et de la Recherche (IGESR) en tant qu'inspectrice générale de 1re classe.
Désignée par son parti, Cap sur l'avenir, comme candidate aux élections sénatoriales de 2023 à Saint-Pierre-et-Miquelon, elle est élue sénatrice dès le premier tour avec 51,3 % des suffrages exprimés. Elle rejoint le groupe du Rassemblement démocratique et social européen (RDSE) au Sénat, comme elle l'avait annoncé avant le scrutin. Elle devient vice-présidente de la délégation sénatoriale aux outre-mer un mois plus tard, le 9 novembre 2023.
Ayant affirmé, à la suite de son élection au Sénat, son indépendance par rapport à la politique d'Emmanuel Macron, l'ancienne ministre des Outre-mer se montre critique vis-à-vis de la réponse « martiale et institutionnelle » du gouvernement aux émeutes de 2024 en Nouvelle-Calédonie.
Le 13 septembre 2024, Annick Girardin est déchue de son mandat de sénatrice de Saint-Pierre-et-Miquelon et est déclarée inéligible pour un an par le Conseil constitutionnel, qui lui reproche de ne pas avoir ouvert de compte de campagne.

## Personnalité

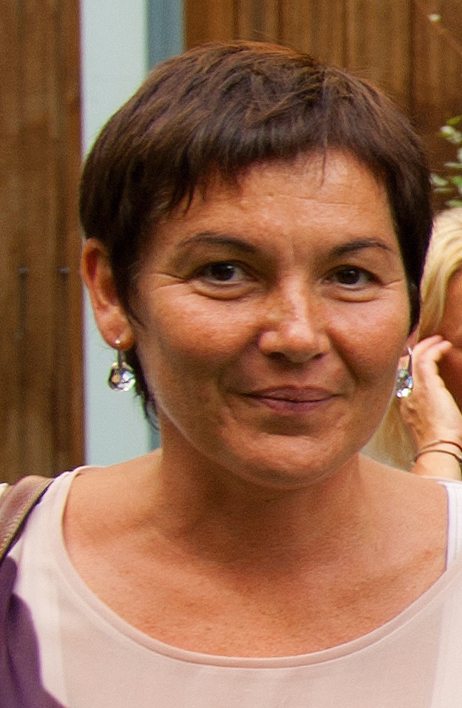
Annick Girardin en 2013.

Cultivant son ancrage local, Annick Girardin est décrite comme une « femme de terrain » par L'Opinion et Le Télégramme,. Elle se distingue par son franc-parler et ses tenues vestimentaires jugées « décontractées »,. Le Journal du dimanche indique dans le cadre de la COP21 que « son style fait de contact direct et de simplicité séduit ». Lors du mouvement des Gilets jaunes, elle est selon Paris Match « l’une des rares membres du gouvernement, avec Mounir Mahjoubi, à dialoguer en direct avec les figures de la contestation ».
Après sa nomination en tant que secrétaire d’État, Stéphane Artano, président du conseil territorial de Saint-Pierre-et-Miquelon, l’accuse cependant d’opportunisme et d’utiliser sa fonction gouvernementale pour « gérer en direct certains dossiers cruciaux pour l’archipel ». Durant son passage au ministère des Outre-mer, Le Figaro révèle que les méthodes de travail d’Annick Girardin sont régulièrement critiquées, tandis que certains médias font état de relations parfois tendues avec Emmanuel Macron, ce qu’elle dément,.

## Détail des mandats et fonctions

### Au gouvernement
- 9 avril 2014 – 11 février 2016 : secrétaire d'État chargée du Développement et de la Francophonie (gouvernements Valls I et II).
- 11 février 2016 – 17 mai 2017 : ministre de la Fonction publique (gouvernements Valls II et Cazeneuve).
- 17 mai 2017 – 6 juillet 2020 : ministre des Outre-mer (gouvernements Philippe I et II).
- 6 juillet 2020 – 20 mai 2022 : ministre de la Mer (gouvernement Castex).

### À l’Assemblée nationale
- 20 juin 2007 – 9 mai 2014 : députée de Saint-Pierre-et-Miquelon.
- 4 juillet 2012 – 9 mai 2014 : vice-présidente de la commission des Affaires étrangères.
- 14 novembre 2012 – 9 mai 2014 : vice-présidente de la section française de l'Assemblée parlementaire de la francophonie.
- 30 juin – 29 juillet 2014 : députée de Saint-Pierre-et-Miquelon.
- 21 juin – 21 juillet 2017 : députée de Saint-Pierre-et-Miquelon.
- 21 juin 2022 : députée de Saint-Pierre-et-Miquelon[b].

### Au Sénat
- 2 octobre 2023 – 13 septembre 2024 : sénatrice de Saint-Pierre-et-Miquelon.
- 9 novembre 2023 – 13 septembre 2024 : vice-présidente de la délégation sénatoriale aux outre-mer.

### Au niveau local
- 31 mars 2000 – 6 avril 2016 : conseillère générale puis territoriale de Saint-Pierre-et-Miquelon.
- 18 mars 2001 – 15 février 2002 : conseillère municipale de Saint-Pierre.

## Synthèse des résultats électoraux

### Élections législatives
| Année | Parti | Parti   | Circonscription          | 1er tour | 1er tour   | 1er tour | 2d tour | 2d tour | 2d tour |
| Année | Parti | Parti   | Circonscription          | Voix     | %          | Issue    | Voix    | %       | Issue   |
| ----- | ----- | ------- | ------------------------ | -------- | ---------- | -------- | ------- | ------- | ------- |
| 2002  |       | CSA-PRG | Saint-Pierre-et-Miquelon | 465      | 14,8       | Éliminée |         |         |         |
| 2007  | 966   | CSA-PRG | Saint-Pierre-et-Miquelon | 31,1     | Ballottage | 1 816    | 51,3    | Élue    |         |
| 2012  | 1 674 | CSA-PRG | Saint-Pierre-et-Miquelon | 65,5     | Élue       |          |         |         |         |
| 2014  | 1 342 | CSA-PRG | Saint-Pierre-et-Miquelon | 59,9     | Élue       |          |         |         |         |
| 2017  | 1 209 | CSA-PRG | Saint-Pierre-et-Miquelon | 41,6     | Ballottage | 1 886    | 51,9    | Élue    |         |

### Élections sénatoriales
| Année | Parti | Parti   | Circonscription          | Premier/unique tour | Premier/unique tour | Premier/unique tour | Issue |
| Année | Parti | Parti   | Circonscription          | Voix                | %                   | Rang                | Issue |
| ----- | ----- | ------- | ------------------------ | ------------------- | ------------------- | ------------------- | ----- |
| 2023  |       | CSA-PRV | Saint-Pierre-et-Miquelon | 20                  | 51,3                | 1re                 | Élue  |

### Élections cantonales et territoriales
Les résultats ci-dessous concernent uniquement les élections où elle est tête de liste.
| Année | Parti                                                   | Parti    | Circonscription | 1er tour      | 1er tour    | 1er tour   | 2d tour       | 2d tour     | 2d tour | Sièges obtenus |
| Année | Parti                                                   | Parti    | Circonscription | Voix          | %           | Issue      | Voix          | %           | Issue   | Sièges obtenus |
| ----- | ------------------------------------------------------- | -------- | --------------- | ------------- | ----------- | ---------- | ------------- | ----------- | ------- | -------------- |
| 2000  |                                                         | CSA-PRG  | Saint-Pierre    | 868           | 28,8        | Ballottage | 838           | 25,2        | Battue  | 2 / 15         |
| 2006  | 939                                                     | CSA-PRG  | Saint-Pierre    | 33,2          | Battue      |            |               |             | 2 / 15  |                |
| 2012  | Saint-Pierre-et-Miquelon (dont section de Saint-Pierre) | CSA-PRG  | 1 749 (1 598)   | 47,5 (48,2)   | Battue      | 4 / 19     |               |             |         |                |
| 2012  | Saint-Pierre-et-Miquelon (dont section de Saint-Pierre) | CSA-PRG  | 1 749 (1 598)   | 47,5 (48,2)   | Battue      | (3 / 15)   |               |             |         |                |
| 2022  | Saint-Pierre-et-Miquelon (dont section de Saint-Pierre) |          | CSA-PRV         | 1 231 (1 036) | 36,9 (35,0) | Ballottage | 1 466 (1 246) | 38,1 (36,4) | Battue  | 4 / 19         |
| 2022  | Saint-Pierre-et-Miquelon (dont section de Saint-Pierre) | (3 / 15) | CSA-PRV         | 1 231 (1 036) | 36,9 (35,0) | Ballottage | 1 466 (1 246) | 38,1 (36,4) | Battue  |                |

### Élections municipales
Les résultats ci-dessous concernent uniquement les élections où elle est tête de liste.
| Année | Parti | Parti   | Commune      | 1er tour | 1er tour   | 1er tour   | 2d tour | 2d tour | 2d tour | Sièges obtenus |
| Année | Parti | Parti   | Commune      | Voix     | %          | Issue      | Voix    | %       | Issue   | Sièges obtenus |
| ----- | ----- | ------- | ------------ | -------- | ---------- | ---------- | ------- | ------- | ------- | -------------- |
| 2001  |       | CSA-PRG | Saint-Pierre | 941      | 33,9       | Ballottage | 1 541   | 49,9    | Battue  | 7 / 29         |
| 2002  | 1 453 | CSA-PRG | Saint-Pierre | 45,1     | Battue     |            |         |         | 6 / 29  |                |
| 2008  | 856   | CSA-PRG | Saint-Pierre | 30,3     | Ballottage | 895        | 28,5    | Battue  | 4 / 29  |                |

## Distinctions
Le 13 juillet 2023, Annick Girardin est nommée au grade de chevalier dans l'ordre national de la Légion d'honneur.
En tant que ministre chargée de la Mer, elle est ex officio nommée au grade de commandeur de l'ordre du Mérite maritime,.
En tant qu'ancienne ministre des Outre-mer, elle est titulaire de l'échelon or de la médaille d'honneur de l'engagement ultramarin créée en 2022.

## Pour approfondir

### Documentaire
- 2016 : Annick, la pirate de l'espoir, réalisé par Sylvie Koffi et Shaman Dolpi. Les premières diffusions du documentaire ont eu lieu le 10 mars sur TV5 Monde Asie, le 16 mars sur TV5 Monde Afrique, TV5 Monde Orient, TV5 Monde Amérique latine, TV5 Monde États-Unis, et le 17 mars sur TV5 Monde Europe et sur TV5 Monde Pacifique.